# Исаков, Абдулла Исакович
Абдулла Исакович Исаков (тадж. Абдуллоҷон Исҳоқов; 20 апреля 1935 — 3 августа 1997) — учёный-историк, археолог и общественный деятель Таджикистана. Научная деятельность А. И. Исакова была направлена на изучение материальной и духовной культуры и наследия таджикского народа. Его имя связано с открытием поселения Саразм.

## Образование
В 1950 году, окончив семилетнюю школу в кишлаке Чилгази, он поступил в Канибадамское педагогическое училище. После окончания училища в 1954 году он поступил в Душанбинский государственный педагогический институт имени Т. Г. Шевченко (в настоящее время Таджикский государственный педагогический университет имени С. Айни) на исторический факультет.
В феврале 1958 году, выпускник педагогического института, пишет письмо в Москву Бободжону Гафурову, тогда директору Института востоковедения АН СССР, в котором изложил своё желание поступить в аспирантуру. Великий учёный не оставил письмо студента без внимания и вскоре преподаватель Ахрор Мухторов (историк, доктор наук) пригласил его в Институт истории, археологии и этнографии им Ахмада Дониша АН Таджикской ССР. Ахрор Мухторов предложил ему поехать в г. Пенджикент, где несколько лет на раскопках древнего города ведут исследовательскую работу учёные из Ленинграда.

## Научная деятельность
После окончания вуза в 1958 году Абдулла Исакович был направлен в Пенджикент для создания первой в Таджикистане археологической базы и участия в раскопках древнего Пенджикента в составе Пенджикентской археологической экспедиции под руководством востоковеда-археолога Института истории материальной культуры АН СССР (Ленинград) Александра Марковича Беленицкого.
В 1958—1966 годах Абдулла Исаакович участвовал в раскопках археологических памятников Аштского, Колхозобадского, Восейского, Пархарского, Яванского и Нурекского районов.
В 1964 году Абдулла Исакович возглавил раскопки Цитадели древнего Пенджикента. Он открыл полностью дворец афшинов Пенджикента, оказавшийся уникальным памятником археологии, архитектуры и искусства Согда V—VIII веков н. э. В 1965 году им был найден керамический осколок, на котором были изображены 28 букв согдийской письменности. Насколько была значимой эта находка, было отражено в книге Бободжана Гафурова «Таджики».
Будучи студентом Института истории, археологии и этнографии им. А. Дониша АН Таджикской ССР по специальности археология (по теме «Раннесредневековые цитадели городов Средней Азии и Казахстана»), Абдулла Исакович продолжил раскопки Цитадели древнего Пенджикента, где 1967—1968 годах обнаружил и раскопал дворец и замок правителей Пенджикентского княжества. В 1972 году на заседании Диссертационного совета АН Таджикской ССР в городе Душанбе успешно защитил диссертацию.
В период 1973—1977 годов Абдулла Исакович обнаружил и раскопал более 20-ти археологических памятников Пенджикентского района. Среди них такие важные памятники, как городище Актепа, Фильмандарский замок, поселение Холикназар, замки Калаи Мирон и Кучроха. Фактически он собрал достаточный археологический материал для написания докторской диссертации по теме «Поселения и замки древнего Согда с античности до средневековья».
В 1976 году местный житель Ашурали Тайлонов принес в краеведческий музей несколько находок. Впоследствии по результатам двух шурфов на поселении Абдулла Исаковым было обнаружено поселение Саразм, памятника древнеземледельческой культуры региона. В мае 1977 года на Всесоюзной конференции археологов в Пенджикенте Абдулла Исакович сделал первое сообщение. Участники конференции, знатоки первобытной культуры Р. М. Мунчаев, В. М. Массон, Н. Н. Негматов, А. А. Аскеров, Е. Е. Кузьмина, Ю. А. Заднепровский высоко оценили находки Саразма, и это открытие было признано сенсацией не только Таджикистана, но и всей советской археологии.
С открытием Саразма на территории кишлака Авазали Пенджикентского района им был создан археологической городок, который ежегодно принимал исследователей, служил лагерем для таджикско-французской и таджикско-американской археологических экспедиций. В 1979 году в Пенджикент приехали французский археолог Анри Поль-Франкфурт en:Henri-Paul Francfort, а затем американский археолог Фил Колл en:Philip L. Kohl. Оба, ознакомившись с материалами Саразма, дали им высокую оценку. Впоследствии в Саразме на протяжении нескольких лет проводились исследования таджикскими, американскими и французскими учёными.
С 1966 года и до конца жизни он являлся заведующим Пенджикентской археологической базы Института истории, археологии и этнографии им. А. Дониша АН Таджикистана и стал автором 7 монографий, более 190 научных статей.
В 1982—1985 годах Абдулла Исаков был избран в два созыва депутатом Пенджикентского городского Совета народных депутатов. В 1970 году был награждён медалью за доблестный труд в ознаменование 100-летия со дня рождения В. И. Ленина.

## Основные публикации
1. Исаков А. И. Дворец правителей древнего Пенджикента // Страны народов Востока. — Вып. X. — М, 1971.
2. Исаков А. И. Цитадель Древнего Пенджикента. — Душанбе: Дониш, 1977.
3. Isakov A.I., Khol P.L., Lamberg Karlovsky and Maddin R. «Metallurgical Analysis from Sarazm», Tajikistan SSR// Archal Ometry.- London, 29.1-1987.
4. Isakov A., Lyonnet B. Ceramiques de Sarasm (Tadjikistan, URSS): Problemes dechanges et de peuplement a la fin du chalcolithique et au debut I`age du Bronze //Paleorient. — vol.14.- Paris, 1988.
5. Саразм: К вопросу становления раннеземледельческой культуры Зерафшанской долины, раскопки 1977-1983 г. — Душанбе, 1991.
6. Isakov A. Sarazm: An Agricultural Center of Ancient Sogdiana// the Archaeology and Art of Central Asia Studies from the Fortier Soviet Union // New Series.- Volume, Bloomfield Hills, USA, 1994.
7. Isakov A. I. Sarazm: An Agricultural Center of Ancient Sogdiana //Studies from the Former Soviet Union.-Bulletin of the Asia Institute, May 1996.
8. Isakov A. I. Sarazm (Tajikistan) Ceramiques (Chalcolithique et Bronze Ancient). // Memorials de admission archeologiaue Francase en Asie Centrale. -Tome YII.- Paris, 1996.
9. Isakov A., Kohl P.L. «Metallurgical Analysis from Sarazm». //Archaeometry.-29 (1), 1987.- p. 90-102.
10. Исаков А. И. Саразм — огози тамаддуни халки точик (Саразм- горизонты цивилизации таджикского народа). Панчакенти Сугд (на таджикском языке). Худжанд, 2005.